# Lagang (Darul Imarah)
Lagang is een bestuurslaag in het regentschap Aceh Besar van de provincie Atjeh, Indonesië. Lagang telt 568 inwoners (volkstelling 2010).